# Conophyma turkestanicum
Conophyma turkestanicum is een rechtvleugelig insect uit de familie Dericorythidae. De wetenschappelijke naam van deze soort is voor het eerst geldig gepubliceerd in 1984 door Sergeev.